# Motore a dieci cilindri contrapposti
Un motore a dieci cilindri orizzontali, noto anche come a dieci cilindri orizzontalmente opposti o a dieci cilindri contrapposti, è un motore a pistoni a dieci cilindri con cinque cilindri su ciascun lato di un albero motore centrale.
Non ci sono motori a dieci cilindri orizzontalmente opposti che abbiano raggiunto la produzione.
All'inizio degli anni '60, Chevrolet costruì diversi prototipi di motori a dieci cilindri orizzontalmente opposti come parte di un programma interrotto per la famiglia di motori modulari per sostituire il motore Chevrolet Turbo-Air 6 a sei cilindri contrapposti. Questo programma di sviluppo ha studiato i motori piatti con un numero compreso tra due e dodici cilindri, con la versione a dieci cilindri conosciuta come "P-10" (motore "pancake"). Sebbene il programma fosse inizialmente inteso a sviluppare un motore per la Chevrolet Corvair del 1964 (che ha un motore posteriore con trazione posteriore), la versione a dieci cilindri è stata montata su una Chevrolet Impala del 1962 sperimentale (un'auto con motore anteriore che è stata convertita alla trazione anteriore).